# Rue Saint-Nicolas (Nancy)
Pour les articles homonymes, voir Rue Saint-Nicolas.
La rue Saint-Nicolas est une voie de la commune de Nancy, sise dans le département de Meurthe-et-Moselle, en région Lorraine.

## Situation et accès
La rue Saint-Nicolas est comprise dans le périmètre de la Ville-neuve, et appartient administrativement au quartier Charles III - Centre Ville.
La rue Saint-Nicolas prolonge successivement, depuis l'angle sud-ouest de la place Stanislas, la rue des Dominicains puis la rue du Pont-Mouja. La voie croise notamment les rues des Tiercelins et des Sœurs-Macarons.
La rue Saint-Nicolas se révèle sinueuse, de largeur variable et comporte également la particularité de présenter une alternance de quelques façades Renaissance au milieu d'édifices de style classique, et dont certaines portes sont protégées au titre des monuments historiques.

## Origine du nom
L'origine de son nom est double, par Saint Nicolas saint patron des Lorrains, et par sa direction vers la ville de Saint-Nicolas-de-Port, lieu de pèlerinage du fait de la Basilique dédiée à Saint-Nicolas.

## Historique
À la suite de la Révolution, la voie fut nommée « Rue des Sans-culottes », en 1793, puis « Rue Descartes », en 1795, et « Rue Voltaire », en 1796. Le nom « Rue Saint-Nicolas » fut rétabli en 1814.
C'est la seule rue conservée de l'ancien faubourg Saint-Nicolas, situé extra-muros, au sud de l'ancienne porte Saint-Nicolas avant la construction de la ville-neuve de Nancy avec son plan en damier, aux XVIe et XVIIe siècles.
Avant 1871 et le percement de la rue de La Salle, la rue Saint-Nicolas était coupée par les remparts à hauteur de la rue des Fabriques.

## Bâtiments remarquables et lieux de mémoire

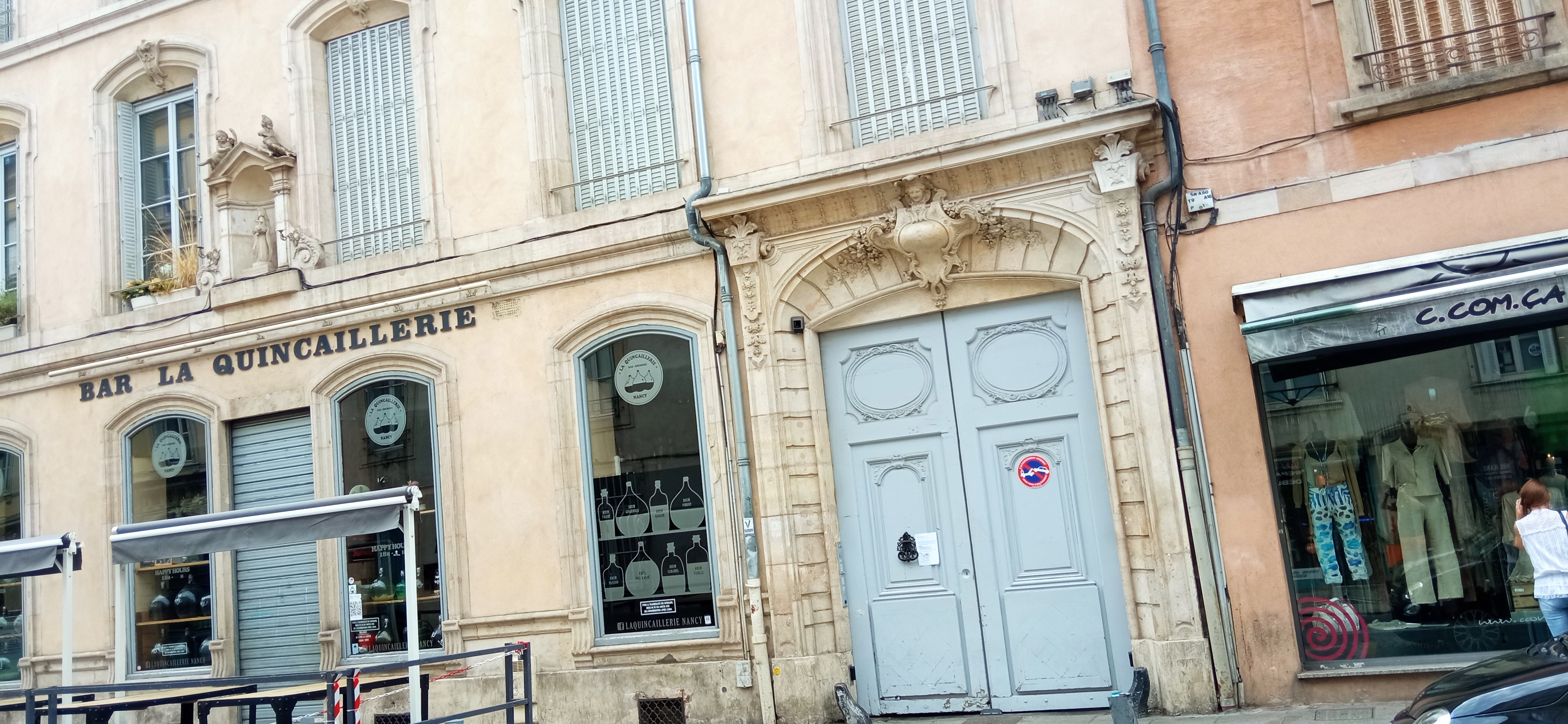
Immeuble au no 7
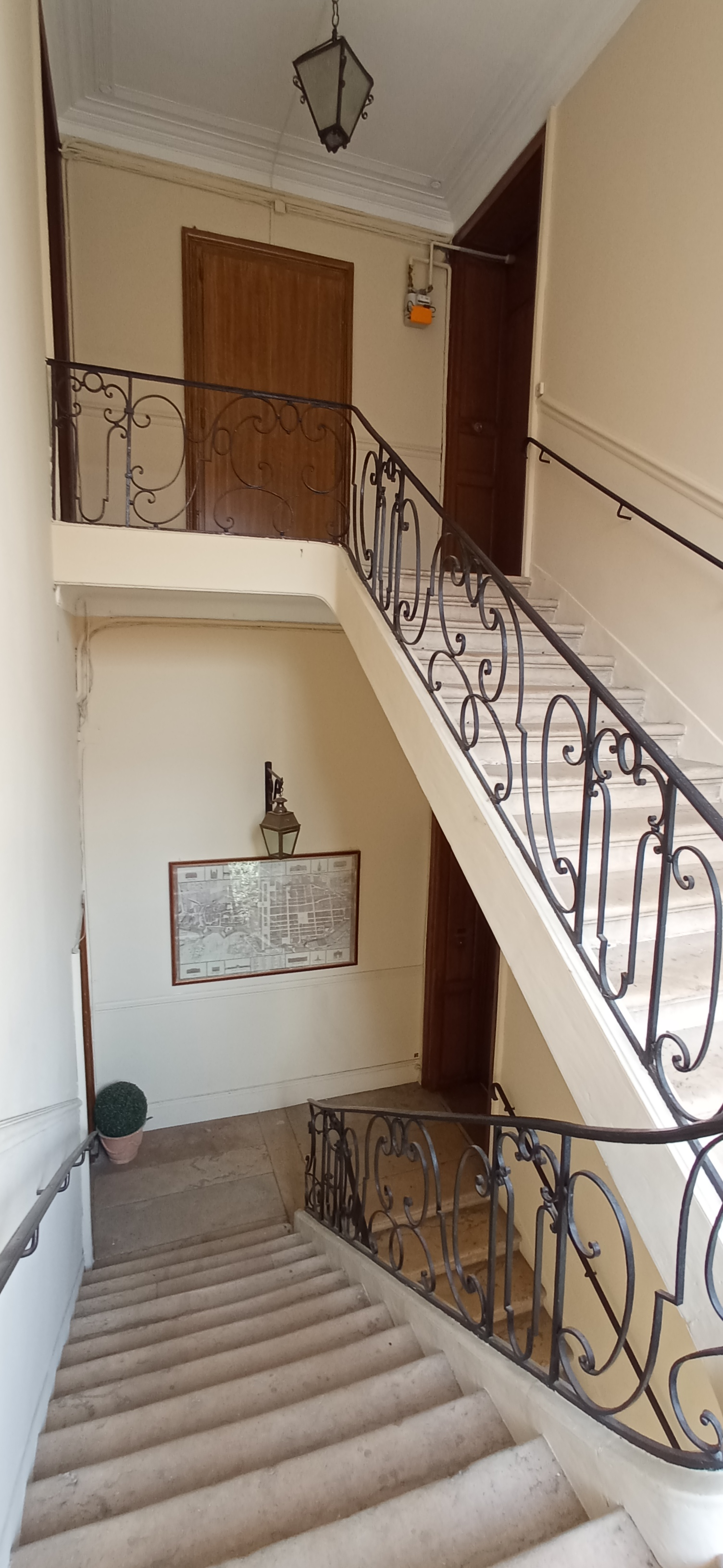
Escalier au no 9
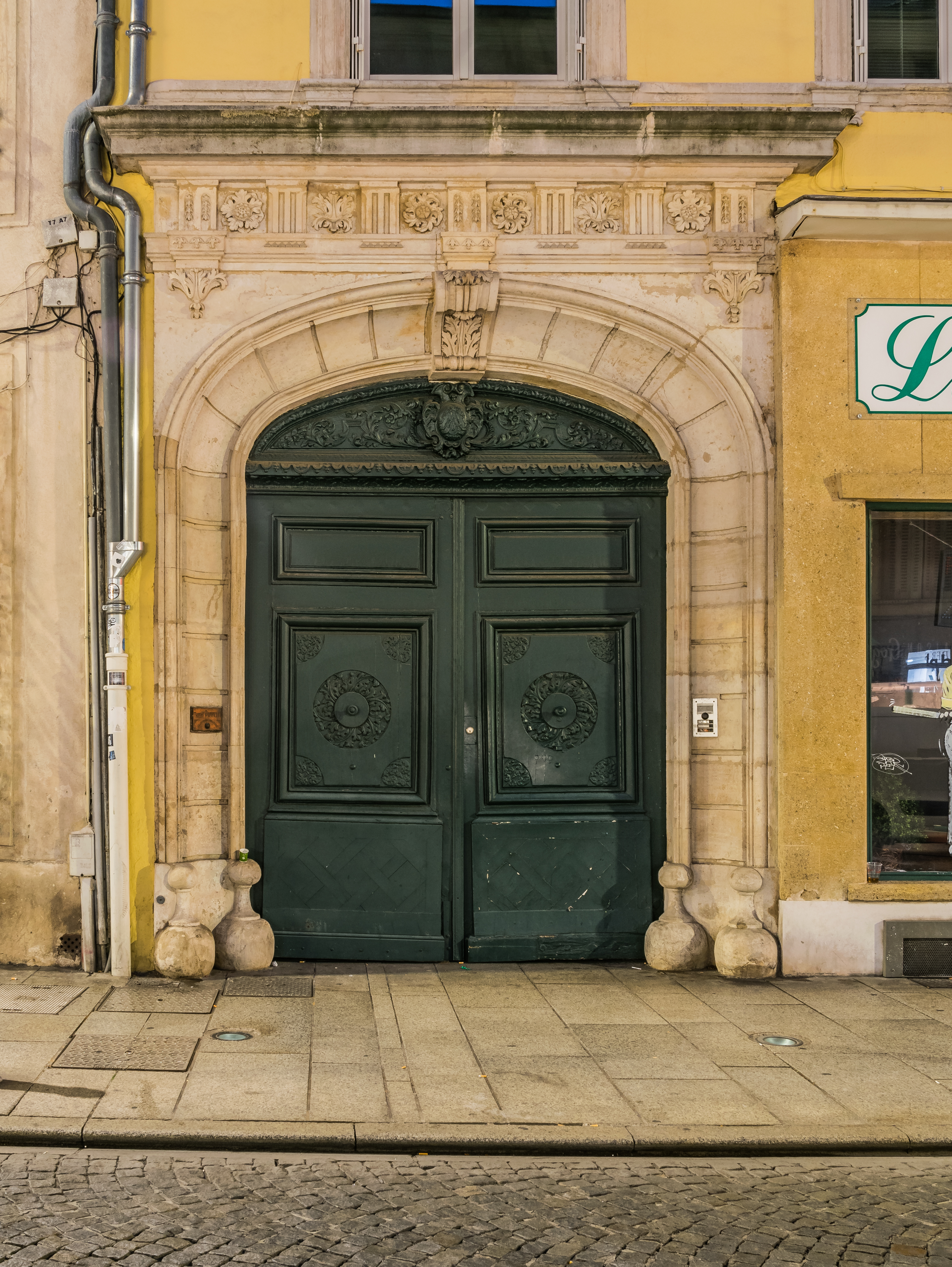
Immeuble au no 11, porte cochère
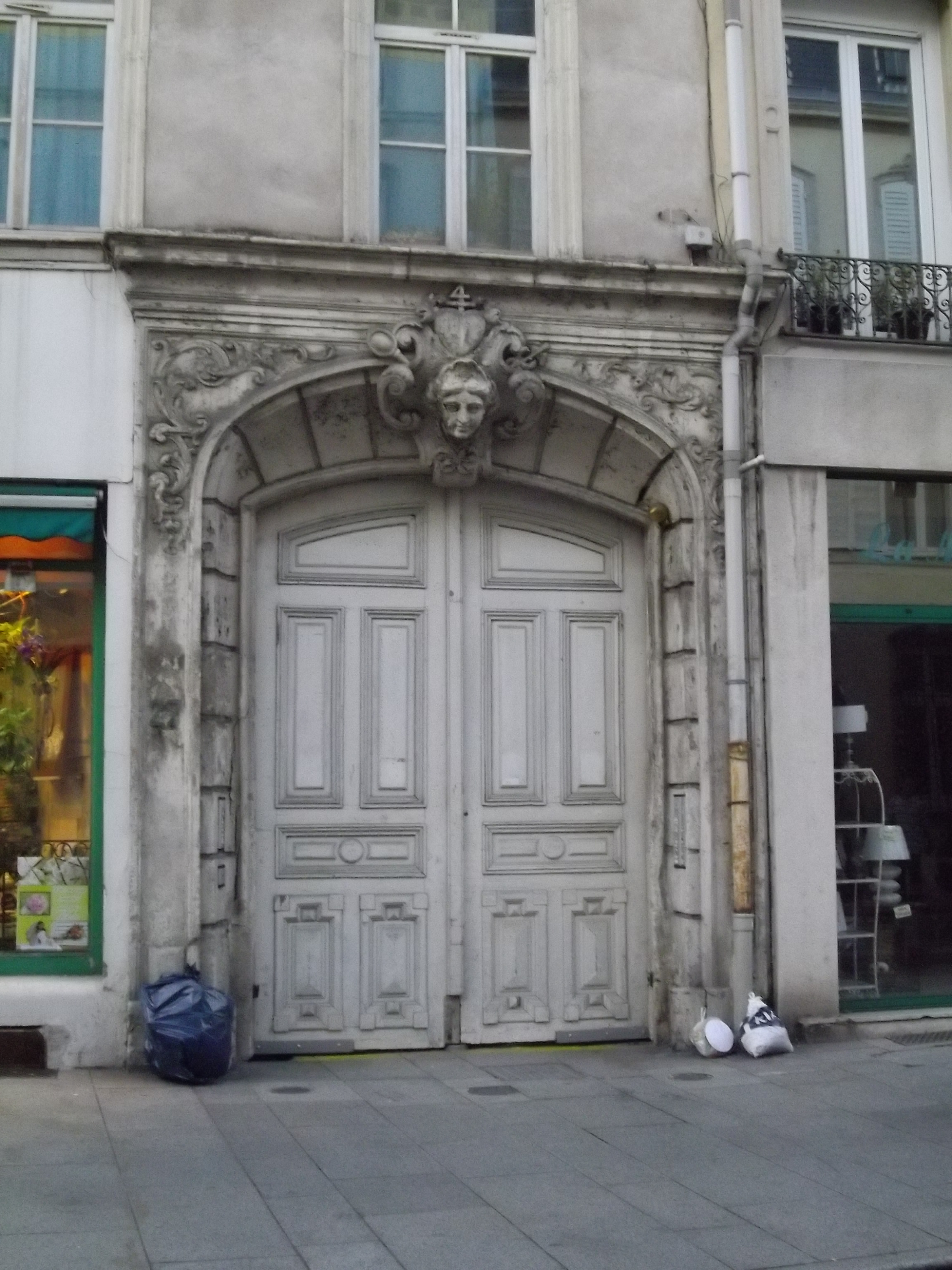
Immeuble inscrit MH, au no 27

- no 9 : Immeuble, bâtiment objet d'une inscription au titre des monuments historiques depuis 1998 pour son intérieur du XVIIe siècle, un des mieux conservés de Nancy[2].
- no 11 : Immeuble, édifice objet d’une inscription au titre des monuments historiques depuis 1946 pour sa porte avec vantaux en menuiserie[3].
- no 27 : Immeuble, dont la porte d'entrée est inscrite au titre des monuments historiques depuis 1946[4].
- no 30 : Immeuble, avec une porte cochère et les vantaux en menuiserie  inscrits au titre des monuments historiques depuis 1946[5].